# Вишневецька (річка)
Вишневецька — річка в Україні, ліва притока річки Юськіної, впадає поблизу села Вишневе. Басейн Азовського моря. Довжина 16,3 км. Долина крута, завширшки 0,5 км. Річище звивисте.
Бере початок на схилах Донецької височини біля Ровеньок. Тече по території Антрацитівського району Луганської області.
Над річкою розташовані такі села, міста (від витоків до гирла): Ровеньки, Михайлівка, Вишневе.